# Gerde
Gerde är en kommun i departementet Hautes-Pyrénées i regionen Occitanien i sydvästra Frankrike. Kommunen ligger i kantonen Campan som tillhör arrondissementet Bagnères-de-Bigorre. År 2022 hade Gerde 1 194 invånare.

## Befolkningsutveckling
Antalet invånare i kommunen Gerde
| Referens: INSEE |